# 英格拉姆鎮區 (愛荷華州米爾斯縣)
英格拉姆鎮區（英語：Ingraham Township）是位於美國愛荷華州米爾斯縣的一個行政鎮區。

## 地方資料
根據2010年美國人口普查的數據，英格拉姆鎮區的面積為92.37平方千米，當中陸地面積為92.37平方千米，而水域面積為0.00平方千米。當地共有人口532人，而人口密度為每平方千米5.76人。